# Llista d'arbres singulars de Galícia

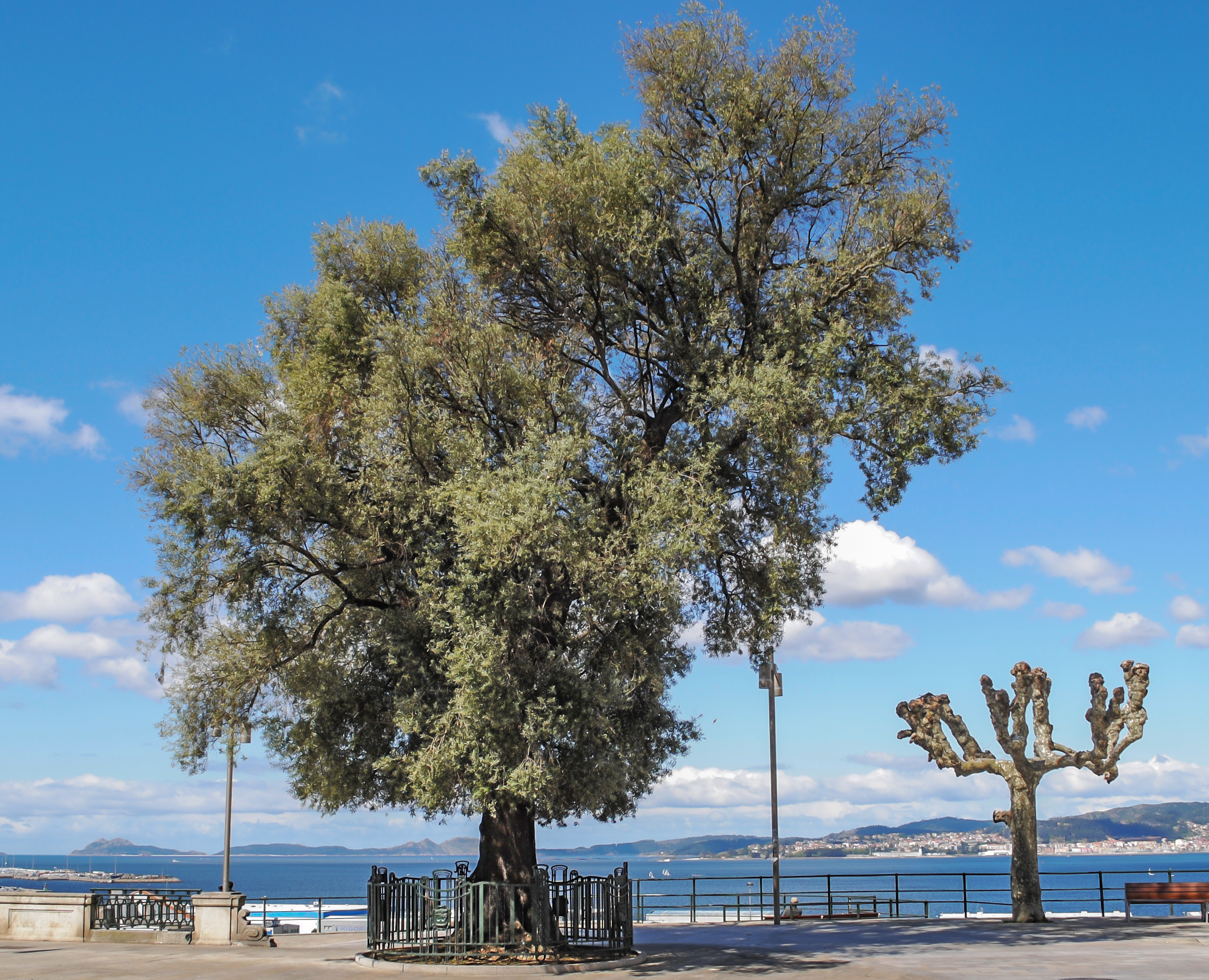
La vella olivera de Vigo al Passeig d'Alfonso XII, símbol de la ciutat.

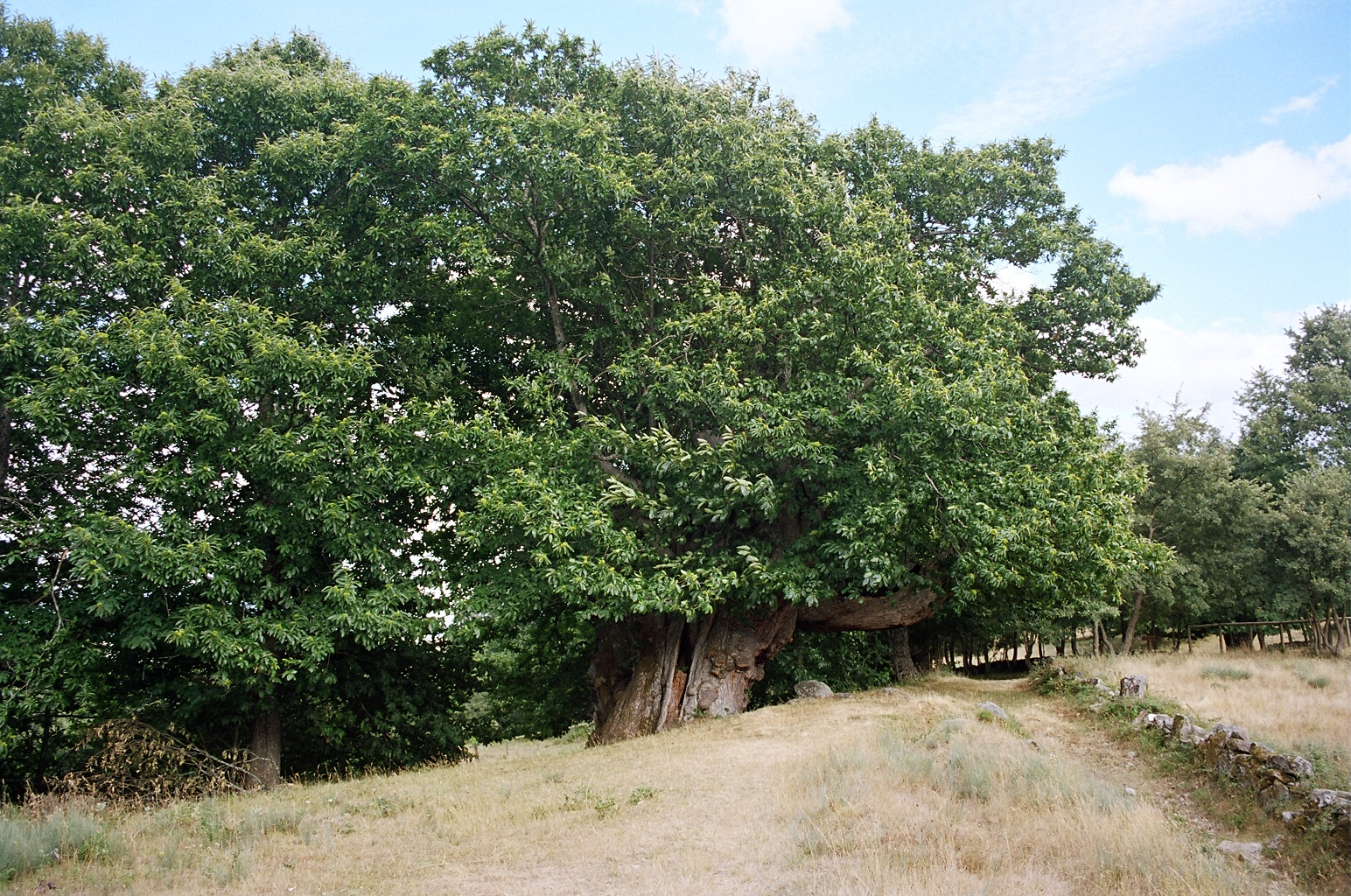
Vista del castanyer de Pumbariños al Soto de Rozavales.

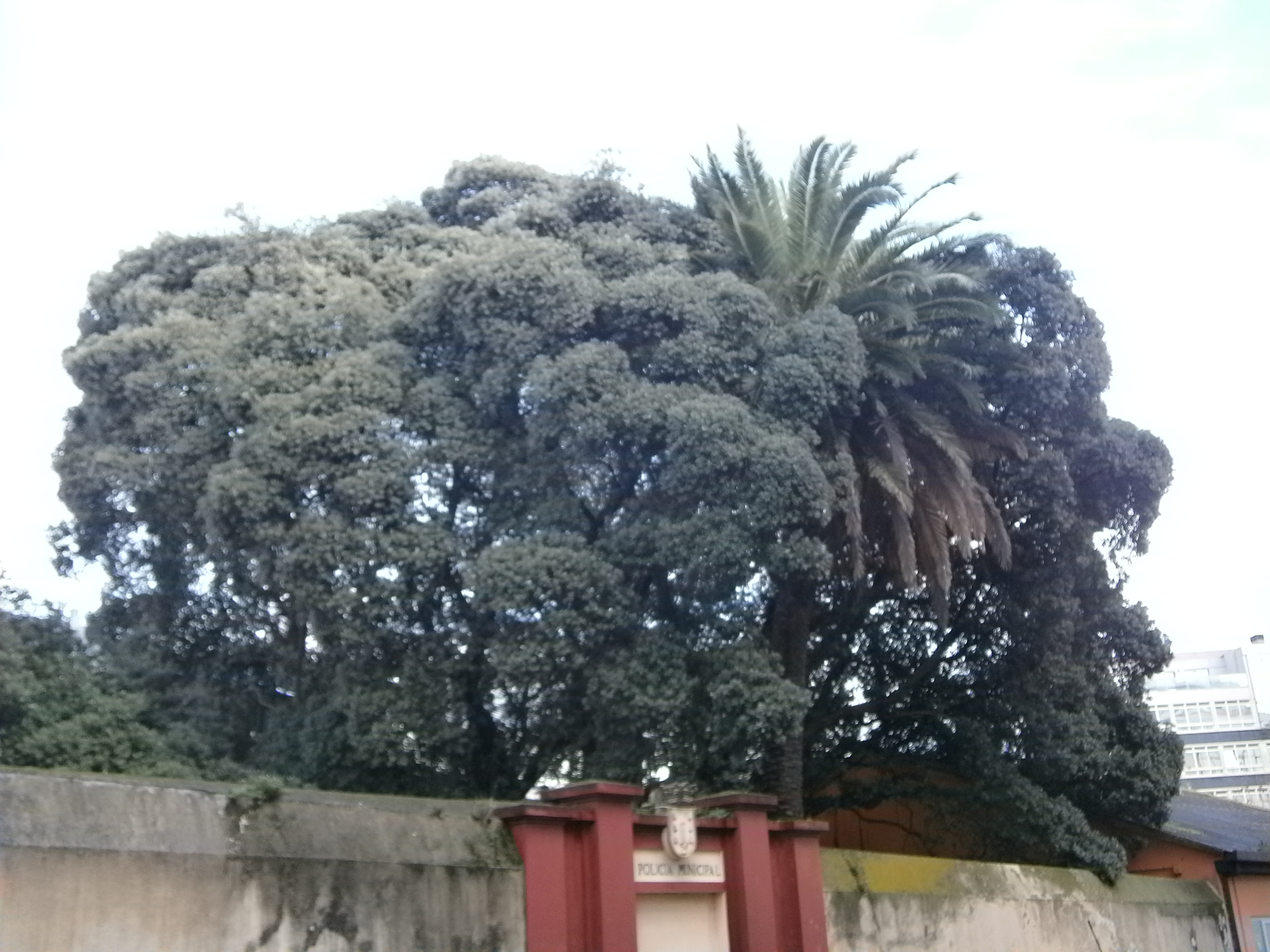
Arbre de les bruixes, metrosideros excelsa, en la policia local de La Corunya.

Un arbre singular és un arbre que, per les seves característiques extraordinàries o destacables (grandària, edat, significació històrica o cultural, raresa, bellesa etc.) és considerada relíquia botànica, objecte de respecte i amb valor científic, cultural, didàctic, paisatgístic o ornamental. A Galícia apareixen al Catàleg gallec d'arbres singulars elaborat i regulat per la Xunta de Galícia des de l'any 2007 a través del Decret 67/2007, de 22 de març amb la finalitat de protegir-les de riscos i amenaces, garantint la seva conservació.
A Galícia destaquen els roures, castanyers, teixos i alzines sureres com arbres autòctons. També apareixen moltes espècies ornamentals com camèlies, sequoies o cupressus.
A l'hora de seleccionar els exemplars o formacions singulars s'estudia l'edat dels exemplars, rellevància cultural (criteris històrics i tradicionals), valor estètic (criteris estètics i dendromèrics), raresa (criteris biològics i ecològics) en la seva situació o en la seva distribució (criteris de situació) etc.

## Crítiques
Alguns critiquen que la Xunta no tingui actualitzat el llistat des de l'any 2011, mentre quinze arbres singulars han desaparegut des de llavors i uns altres es troben en risc extrem de mort o desaparició. Entre aquests exemplars figuren la magnòlia del Pazo de Santa Cruz (Vedra); el pi dòcil de Candeiras (en Ponteareas), el pi brau d'Alxén (en Salvatierra de Miño); un faig del Parque de Castrelos (a Vigo); mitja dotzena de roures centenaris de la Carballeira de Caldas de Reyes; un parell de xiprers de Califòrnia del moll d'Ortigueira; l'om d'Holanda del Pazo de Lourizán (a Pontevedra); el rododendre de Serantellos (en Cambados) i l'àlber blanc del Balneario de Cuntis (ja desaparegut per un vendaval al 2013). La situació del taxus de Ternero, en Pontedeume, es troba també en una situació crítica.

## Llista
Alguns arbres destacats són:

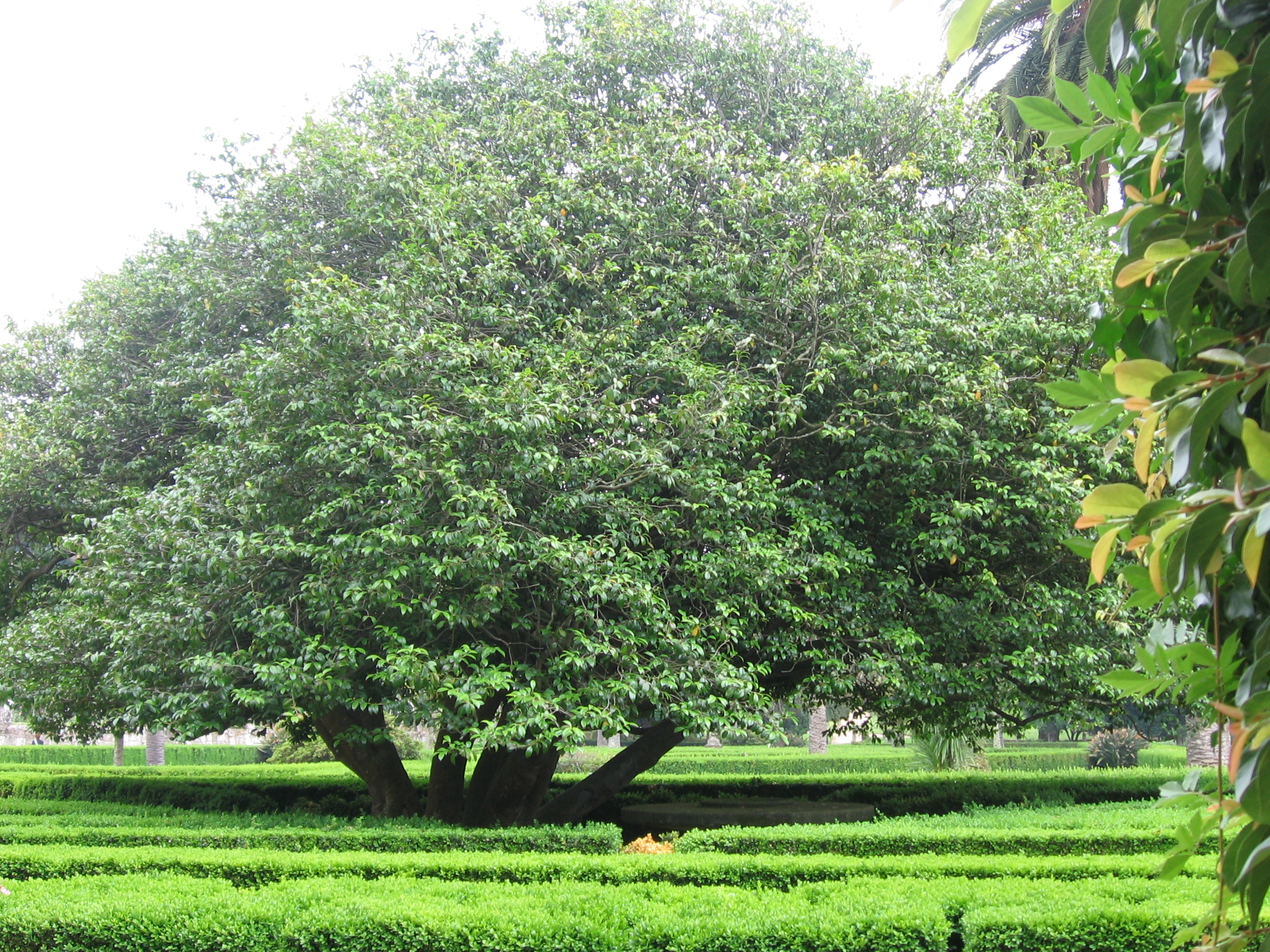
La camèlia del parc de Castrelos, a Vigo, la més antiga de Galícia.

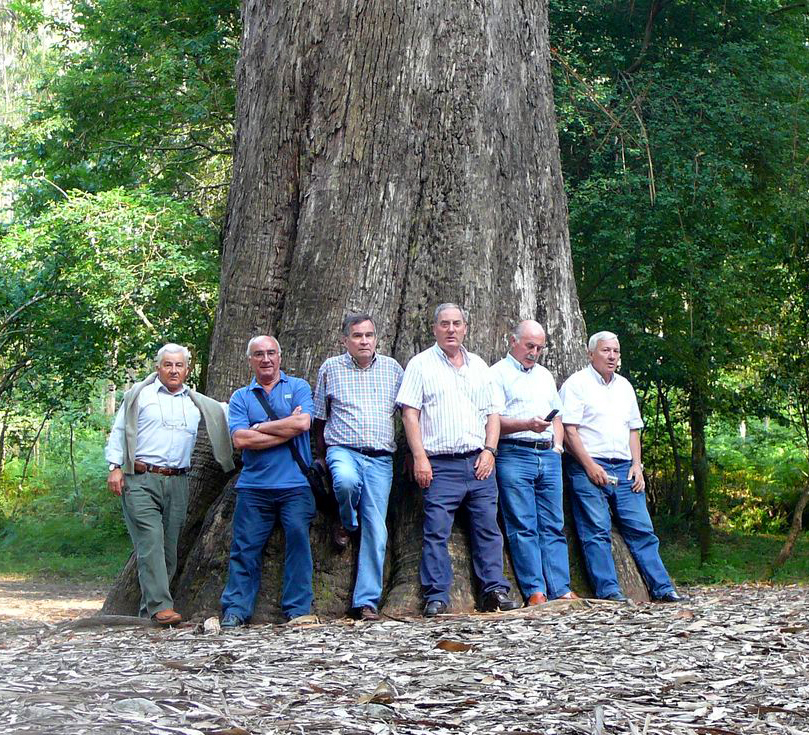
L'eucaliptus conegut com "L'Avi" del Souto da Retorta. Es pot apreciar el gruix del tronc.

- A Carballeda de Valdeorras està el Teixedal de Casaio, un bosc de taxus situat a la muntanya de Peña Trevinca.
- A Manzaneda es troba el castanyer de Pumbariños o de Rozavales, primer arbre catalogat com Monument Natural a Galícia. Té 2000 anys i es creu que va ser plantat pels romans.
- A Rubiá es troba l'alzina de Covas.
- A Viveiro, a la parròquia de Chavín, es troba l'eucaliptus blau conegut com L'Avi, en el Souto da Retorta, al costat del riu Landro. Malgrat no ser l'exemplar més alt del conjunt arbori d'A Retorta, és el més conegut pel seu grossor i per ser el més antic d'aquest paratge. Arriba als 67 m d'alçada, té 10,5 m de perímetre i un volum de 75,2 metres cúbics. És considerat l'arbre més gran de Galícia i un dels més grans d'Europa.[2]
- A Begonte, a la parròquia de Baamonde, existeix un castanyer de 500 anys, que té una capella tallada en el seu interior.
- A O Incio, a la parròquia de San Pedro do Incio hi ha exemplars de castanyers i roures; a la parròquia de San Salvador do Mao, hi ha un majestuós roure catalogat entre els de major port de Galícia.
- A A Pobra do Brollón està l'alzina surera de Santiorxo.
- A Samos, al monestir, en el camí francès de Sant Jaume, s'alça un xiprer en l'anomenada Capella del Xiprer del segle ix.
- A l'entrada de la vila de Taboada existeix el Carballo de Ramos (roure comú), que dona nom a la parròquia San Tomé de Carballo.
- A Cangas, a la parròquia d'Aldán existeix un eucaliptus centenari a la finca del Conde.
- Al lloc de Balboa, a la parròquia d'Arnois (A Estrada), es troba l'alzina surera de Balboa, l'arbre més vell de Galícia datat bibliogràficament, ja coneguda en temps dels Reis Catòlics.
- A la parròquia de Callobre (A Estrada) es troba la Sobreira de Valiñas amb més de 1000 anys.
- Al lloc de Quintela, a la parròquia de Catasós (Lalín), hi ha exemplars del bosc de Catasós.
- Al cementiri de l'església parroquial de Bermés (Lalín) destaca un roure.
- Al costat del pazo de Taboada (Silleda) hi ha un exemplar de roure.
- Al pazo d'Ortigueira, a Santa Cruz de Ribadulla (Vedra) hi ha una camèlia del Japó.
- Enfront del pazo de Lourizán (Lourizán, Pontevedra) hi ha un cedre del Líban d'uns 180 anys.
- Al parc de Castrelos de Vigo hi ha diversos arbres singulars com un faig, tulipers, eucaliptus i camèlies.
- Al Passeig d'Alfonso XII de Vigo es troba la vella olivera, símbol de la ciutat.

### Llistat d'arbres singulars de Galícia
| Codi                   | Nom                                                                   | Espècie                                                      | Concello               | Província  |
| ---------------------- | --------------------------------------------------------------------- | ------------------------------------------------------------ | ---------------------- | ---------- |
| 1A                     | Perona del Paseo de Ferradura                                         | Abies nordmanniana                                           | Santiago de Compostela | La Corunya |
| 2A                     | Auró de l'església de Vilarpandín                                     | Pradairo común                                               | Navia de Suarna        | Lugo       |
| 3A                     | Pravia de Vilalba                                                     | Pradairo común                                               | Vilalba                | Lugo       |
| 4A                     | Castanyer de les Indies del Jardí botànic de Padrón                   | Castanyer de les bruixes                                     | Padrón                 | La Corunya |
| 5A                     | Vern de Pazo de Maside                                                | Vern                                                         | Pantón                 | Lugo       |
| 6A                     | Araucària del Brasil del Parc de Caldas de Reis                       | Pi de Paranà                                                 | Caldas de Reis         | Pontevedra |
| 7A                     | Araucària del castell de Soutomaior                                   | Pi de Xile                                                   | Soutomaior             | Pontevedra |
| 8A                     | Pi de Norfolk de Casa de Tenreiro                                     | Pi de Norfolk                                                | Pontedeume             | La Corunya |
| 9A                     | Arboç de Pazo de Mariñán                                              | Arboç                                                        | Bergondo               | La Corunya |
| 10A                    | Cedre de Califòrnia de Pazo de Torrecedeira                           | Cedre de Califòrnia (Calocedrus decurrens)                   | Redondela              | Pontevedra |
| 11A                    | Camèlia "Pantalóns" de Pazo de Lens                                   | Camèlia del Japó                                             | Ames                   | La Corunya |
| 12A                    | Camèlia de Pazo de Ortigueira                                         | Camèlia del Japó                                             | Vedra                  | La Corunya |
| 13A                    | Camèlies de Pazo de Torres Agrelo                                     | Camèlia de Japón                                             | Redondela              | Pontevedra |
| 14A                    | Camèlies de Pazo de Castrelos                                         | Camèlia del Japó                                             | Vigo                   | Pontevedra |
| 15A                    | Camèlia reticulada de Pazo de Oca                                     | Camèllia reticulata                                          | A Estrada              | Pontevedra |
| 16A                    | Camèlia 'sasanqua' de Pazo de Torres Agrelo                           | Camèllia sasanqua                                            | Redondela              | Pontevedra |
| 17A                    | Nogueira pecán de Illinois de Pazo de Mariñán                         | Carya illinoinensis                                          | Bergondo               | La Corunya |
| 18A                    | Castany de Capela                                                     | Castany comú                                                 | Begonte                | Lugo       |
| 19A                    | Castany de Val de Fonte                                               | Castany comú                                                 | Folgoso do Courel      | Lugo       |
| 20A                    | Castany de Pumbariños. Souto de Rozabales                             | Castany comú                                                 | Manzaneda              | Ourense    |
| 21A                    | Castany de Mola                                                       | Castany comú                                                 | A Mezquita             | Ourense    |
| 22A                    | Castany de Ribeira                                                    | Castany comú                                                 | A Mezquita             | Ourense    |
| 23A                    | Castany de Souto de Ramigoa.                                          | Castany comú                                                 | Nogueira de Ramuín     | Ourense    |
| 24A                    | Castany de Regadiña                                                   | Castany comú                                                 | A Pobra de Trives      | Ourense    |
| 25A                    | Castanys de Peninvello                                                | Castanys comuns                                              | Xinzo de Limia         | Ourense    |
| 26A                    | Casuarina d'Alameda de Praza de Compostela                            | Pi d'Austràlia                                               | Vigo                   | Pontevedra |
| 27A                    | Cedres d'Himalaia dels jardins de Vincenti                            | Cedres de Himalaia                                           | Pontevedra             | Pontevedra |
| 28A                    | Cedre de Líban de Pazo de Lourizán                                    | Cedre de Líban                                               | Pontevedra             | Pontevedra |
| 29A                    | Corona de Crist                                                       | Arbre de l'amor                                              | Padrón                 | La Corunya |
| 32A                    | Càmfora de Pazo de Rubiáns                                            | Càmfora                                                      | Vilagarcía de Arousa   | Pontevedra |
| 33A                    | Taronger de Pazo de Brandariz                                         | Taronger                                                     | Ortigueira             | La Corunya |
| 34A                    | Criptomèria de Pazo de Ortigueira                                     | Cryptomeria japonica                                         | Vedra                  | La Corunya |
| 35A                    | Criptomèria de Castelo de Soutomaior                                  | Cryptomeria japonica                                         | Soutomaior             | Pontevedra |
| 36A                    | Criptomèria elegante de Pazo de Oca                                   | Cryptomeria japonica var.elegans                             | A Estrada              | Pontevedra |
| 37A                    | Cunninghamia de Pazo de Gondomar                                      | Cunninghamia lanceolata                                      | Gondomar               | Pontevedra |
| 38A                    | Cunninghamia de Pazo jardín de Caldas de Reyes                        | Cunninghamia lanceolata                                      | Caldas de Reis         | Pontevedra |
| 39A                    | Xiprer de Califòrnia de Misericordia                                  | Xiprer de Califòrnia                                         | Viveiro                | Lugo       |
| 40A                    | Xiprer de Califòrnia de Pazo de Quintáns                              | Xiprer de Califòrnia                                         | Meis                   | Pontevedra |
| 41A                    | Xiprer mediterrani de Capela do Salvador                              | Xiprer mediterrani (Cupressus sempervirens var. fastigiata). | Samos                  | Lugo       |
| 30A                    | Xiprer de Lawson de Casa de Pobra                                     | Xiprer de Lawson                                             | O Incio                | Lugo       |
| 31A                    | Xiprer de Lawson del castell de Sotomayor                             | Xiprer de Lawson                                             | Soutomaior             | Pontevedra |
| 42A                    | Eucaliptus de Pazo de Mariñán                                         | Eucaliptus blau                                              | Bergondo               | La Corunya |
| 43A                    | Eucaliptus de Casa de Reimunde                                        | Eucaliptus blau                                              | Foz                    | Lugo       |
| 44A                    | Abuelo de Chavín, Souto da Retorta                                    | Eucaliptus blau                                              | Viveiro                | Lugo       |
| 45A                    | Eucaliptus del Paseo de Ferradura                                     | Eucaliptus blau                                              | Santiago de Compostela | A Coruña   |
| 46A                    | Eucaliptus de Pazo de Castrelos                                       | Eucaliptus blau                                              | Vigo                   | Pontevedra |
| 47A                    | Eucaliptus de Maná da Casa de Ordax                                   | Eucalyptus viminalis                                         | Castro de Rei          | Lugo       |
| 48A                    | Faig del Parque de Castrelos                                          | Faig europea                                                 | Vigo                   | Pontevedra |
| 49A                    | Figuera de Meco                                                       | Figuera común                                                | O Grove                | Pontevedra |
| 50A                    | Figuera de Rosalía                                                    | Figuera comú                                                 | Padrón                 | La Corunya |
| 51A                    | Fraxinus de fulla estreta de Montepando                               | Fraxinus de fulla estreta                                    | Monforte de Lemos      | Lugo       |
| 52A                    | Fraxinus de Porta                                                     | Fraxinus mediterrani                                         | Sobrado dos Monxes     | La Corunya |
| 53A                    | Ginkgo de Pazo de Fonseca                                             | Ginkgo                                                       | Santiago de Compostela | La Corunya |
| 54A                    | Grèvol de Pazo de Casanova                                            | Grèvol                                                       | O Pino                 | La Corunya |
| 55A                    | Palmera de Chile de Pazo de Meirás                                    | Palmera de Chile                                             | Sada                   | La Corunya |
| 56A                    | Arbre tulipà de Virxinia de Pazo de Ortigueira                        | Arbre tulipà                                                 | Vedra                  | La Corunya |
| 57A                    | Arbre tulipà de Virxinia de Pazo de Castrelos                         | Arbre tulipà                                                 | Vigo                   | Pontevedra |
| 58A                    | Magnoli de Santa Rita                                                 | Magnoli comú                                                 | Narón                  | La Corunya |
| 59A                    | Magnoli de Pazo de Rubiáns                                            | Magnoli comú                                                 | Vilagarcía de Arousa   | Pontevedra |
| 60A                    | Magnoli de Pazo de Ortigueira                                         | Magnoli comú                                                 | Vedra                  | La Corunya |
| 61A                    | Sequoia d'alba de Pazo de Lourizán                                    | Sequoia d'alba                                               | Pontevedra             | Pontevedra |
| 62A                    | Arbre de foc (Metrosideros excelsa) dos jardins de Lombardero         | Arbre de foc                                                 | Pontedeume             | La Corunya |
| 63A                    | Arbre de foc (Metrosideros excelsa) de jardí de Policía de La Corunya | Arbre de foc                                                 | La Corunya             | La Corunya |
| 64A                    | Olivera del Passeig de Afonso XII                                     | Olivera                                                      | Vigo                   | Pontevedra |
| 65A                    | Oliveres de Cemiterio de Adina                                        | Oliveres                                                     | Padrón                 | La Corunya |
| 66A                    | Datilera de Mosteiro de Herbón                                        | Datilera                                                     | Padrón                 | La Corunya |
| 67A                    | Ombú del Centre Cultural de Santa Cruz                                | Ombú                                                         | Oleiros                | La Corunya |
| 68A                    | Ombú de Pazo de Ortigueira                                            | Ombú                                                         | Vedra                  | La Corunya |
| Ombú de Castro de Vigo | Ombú                                                                  | Vigo                                                         | Pontevedra             |            |
| 69A                    | Pi brau de Leiro                                                      | Pi brau                                                      | Miño                   | La Corunya |
| 70A                    | Pi mans de Candeiras                                                  | Pi mans                                                      | Ponteareas             | Pontevedra |
| 71A                    | Pi insigne de Castelo de Santa Cruz                                   | Pi insigne                                                   | Oleiros                | La Corunya |
| 72A                    | Plataner de Pazo de Dompiñor                                          | Plataner comú                                                | O Incio                | Lugo       |
| 73A                    | Avets de Douglas de Pazo de Casanova                                  | Avet de Douglas                                              | O Pino                 | La Corunya |
| 92A                    | Alzina de Covas                                                       | Alzina                                                       | Rubiá                  | Ourense    |
| 74A                    | Carballo albarinyo de la plaça de Campo de Quindous                   | Carballo albarinyo                                           | Cervantes              | Lugo       |
| 75A                    | Reboll de la plaça de Campo de Quindous                               | Reboll                                                       | Cervantes              | Lugo       |
| 76A                    | Reboll de Pazo de Pena                                                | Reboll                                                       | Manzaneda              | Ourense    |
| 77A                    | Carballo de Pazo de Vilardefrancos                                    | Carballo comú                                                | Carballo               | La Corunya |
| 78A                    | Carballo de Ramos                                                     | Carballo comú                                                | Taboada                | Lugo       |
| 79A                    | Carballo de Vi o Carballo de Pelete                                   | Carballo comú                                                | A Lama                 | Pontevedra |
| 80A                    | Carballo de Capela de Santa Margarita                                 | Carballo comú                                                | Pontevedra             | Pontevedra |
| 81A                    | Carballo de Rocha                                                     | Carballo comú                                                | Rairiz de Veiga        | Ourense    |
| 82A                    | Carballo de Pazo de Cartelos                                          | Carballo comú                                                | Carballedo             | Lugo       |
| 83A                    | Carballo Grande de Bustelo de Abaixo                                  | Carballo comú                                                | Carballedo             | Lugo       |
| 84A                    | Carballo de Casa de Herdeiro                                          | Carballo comú                                                | Carballedo             | Lugo       |
| 85A                    | Carballos de Campo de Golf                                            | Carballo comú                                                | Lugo                   | Lugo       |
| 86A                    | Carballo de Mede                                                      | Carballo comú                                                | Xermade                | Lugo       |
| 87A                    | Carballo de Casa Grande                                               | Carballo comú                                                | Carballedo             | Lugo       |
| 88A                    | Carballo gran de Mestre                                               | Carballo comú                                                | Carballedo             | Lugo       |
| 89A                    | Carballo gran de Reboreda                                             | Carballo común                                               | Porqueira              | Ourense    |
| 90A                    | Carballo de Pazo de Ortigueira                                        | Quercus robur var. fastigiata                                | Vedra                  | La Corunya |
| 91A                    | Carballo del jardí botànico de Padrón                                 | Quercus robur var. fastigiata                                | Padrón                 | La Corunya |
| 93A                    | Sobreira de Balboa                                                    | Sobreira                                                     | A Estrada              | Pontevedra |
| 94A                    | Sobreira de Pazo de Valiñas                                           | Sobreira                                                     | A Estrada              | Pontevedra |
| 95A                    | Sobreira de Cristo de Arriba                                          | Sobreira                                                     | Redondela              | Pontevedra |
| 96A                    | Sobreira de Casa de Tristo                                            | Sobreira                                                     | A Pobra do Brollón     | Lugo       |
| 97A                    | Sequoies del jardí botànic de Padrón                                  | Sequoia comú                                                 | Padrón                 | La Corunya |
| 98A                    | Sequoia de Castelo de Soutomaior                                      | Sequoia comú                                                 | Soutomaior             | Pontevedra |
| 99A                    | Sequoia gegant de Pazo do Casal                                       | Sequoia gegant                                               | Bergondo               | La Corunya |
| 100A                   | Xiprers del jardí d'Artime                                            | Xiprer                                                       | Vilagarcía de Arousa   | Pontevedra |
| 101A                   | Teixer de Pazo de Baldomir                                            | Teixer                                                       | Bergondo               | La Corunya |
| 102A                   | Teixer de l'església de Córneas                                       | Teixer                                                       | Baleira                | Lugo       |
| 103A                   | Teixer de Casa de Tenreiro                                            | Teixer                                                       | Pontedeume             | La Corunya |
| 104A                   | Tuia gegant de Pazo de Torres Agrelo                                  | Tuia gegant                                                  | Redondela              | Pontevedra |
| 105A                   | Til·ler Platejat d'Alameda de Campo de Estrella                       | Tilia tomentosa                                              | Santiago de Compostela | La Corunya |
| 106A                   | Palmeres Washingtònies de Pazo de Ortigueira                          | Washingtonia robusta                                         | Vedra                  | La Corunya |
| 107A                   | Avet blanc de Carballal                                               | Avet blanc                                                   | A Estrada              | Pontevedra |
| 108A                   | Araucària de Carballeira                                              | Araucaria bidwillii                                          | Pontevedra             | Pontevedra |
| 109A                   | Pi de Norfolk de Pazo de Rubiáns                                      | Pi de Norfolk                                                | Vilagarcía de Arousa   | Pontevedra |
| 110A                   | Castanyer de Pexeiroos                                                | Castanyer comú                                               | Os Blancos             | Ourense    |
| 111A                   | Castanyer de Cerdedelo                                                | Castanyer comú                                               | Laza                   | Ourense    |
| 112A                   | Castanyer de Trambolosríos                                            | Castanyer comú                                               | Parada de Sil          | Ourense    |
| 113A                   | Castanyer de Santa Eufemia                                            | Castanyer comú                                               | Baños de Molgas        | Ourense    |
| 114A                   | Castanyer de Cádavos                                                  | Castanyer comú                                               | A Mezquita             | Ourense    |
| 115A                   | Castanyer de Prado da Ponte                                           | Castanyer común                                              | A Mezquita             | Ourense    |
| 116A                   | Castanyer de Placín                                                   | Castanyer común                                              | Manzaneda              | Ourense    |
| 117A                   | Abeleira de Pazo de Lourizán                                          | Abeleira                                                     | Pontevedra             | Pontevedra |
| 118A                   | Criptomeria del Japó de Pazo de Lourizán                              | Cryptomeria japonica                                         | Pontevedra             | Pontevedra |
| 119A                   | Dicksònia de Pazo d'Ortigueira                                        | Dicksonia antarctica                                         | Vedra                  | La Corunya |
| 120A                   | Freixe de fulla estreta d'Albarín                                     | Freixe de fulla estreta                                      | O Porriño              | Pontevedra |
| 121A                   | Ginkgo de Vilaboa                                                     | Ginkgo                                                       | Culleredo              | La Corunya |
| 122A                   | Nogueira de Licín                                                     | Nogueira europea                                             | O Saviñao              | Lugo       |
| 123A                   | Magnoli d'Oural                                                       | Magnolio comú                                                | Boqueixón              | La Corunya |
| 124A                   | Metrosíder d'Eido de Besada                                           | Metrosideros robusta                                         | Poio                   | Pontevedra |
| 125A                   | Moreira negra de Cangas de Foz                                        | Moreira negra                                                | Foz                    | Lugo       |
| 126A                   | Pi d'Alxén                                                            | Pi brau                                                      | Salvaterra de Miño     | Pontevedra |
| 127A                   | Lamiguer blanc de balneari de Cuntis                                  | Lamiguer blanc                                               | Cuntis                 | Pontevedra |
| 128A                   | Carballo de Portela                                                   | Carballo comú                                                | Mondariz               | Pontevedra |
| 129A                   | Carballo de Portacal                                                  | Carballo comú                                                | Sobrado                | La Corunya |
| 130A                   | Carballo de Freán                                                     | Carballo comú                                                | Xermade                | Lugo       |
| 131A                   | Carballo de Vilatuxe                                                  | Carballo comú                                                | Lalín                  | Pontevedra |
| 132A                   | Carballo de Sotolongo                                                 | Carballo comú                                                | Lalín                  | Pontevedra |
| 133A                   | Pai de Rebolos                                                        | Carballo comú                                                | Viana do Bolo          | Ourense    |
| 134A                   | Carballo de Luxís                                                     | Carballo comú                                                | Castro de Rei          | Lugo       |
| 135A                   | Carballo de Cabanavella-I                                             | Carballo comú                                                | Cervantes              | Lugo       |
| 136A                   | Carballo de Cabanavella-II                                            | Carballo comú                                                | Cervantes              | Lugo       |
| 137A                   | Sobreira de Loña                                                      | Sobreira                                                     | Ourense                | Ourense    |
| 138A                   | Sobreira de Siador                                                    | Sobreira                                                     | Silleda                | Pontevedra |
| 139A                   | Rododendre arbori de Serantellos                                      | Rhododendron arboreum                                        | Cambados               | Pontevedra |
| 140A                   | Salgueiro de Xafardán                                                 | Salgueiro brau                                               | Vilanova de Arousa     | Pontevedra |
| 141A                   | Sequoia vermella de Pazo de Lourizán                                  | Sequoia comú                                                 | Pontevedra             | Pontevedra |
| 142A                   | Sòfora japonesa de Pazo de Lourizán                                   | Sophora japonica var. pendula                                | Pontevedra             | Pontevedra |
| 143A                   | Teixer de Cereixido                                                   | Teixer                                                       | Quiroga                | Lugo       |
| 144A                   | Teixer de Carballido                                                  | Teixer                                                       | A Fonsagrada           | Lugo       |
| 145A                   | Teixer de Fontaneira                                                  | Teixer                                                       | Baleira                | Lugo       |
| 146A                   | Teixer de Balmonte                                                    | Teixer                                                       | Castro de Rei          | Lugo       |
| 147A                   | Om híbrid de Pazo de Lourizán                                         | Ulmus x hollandica                                           | Pontevedra             | Pontevedra |

### Llista de formacions singulars de Galícia
| Codi | Nom de la formació                                    | Espècie                                   | Municipi                 | Província  |
| ---- | ----------------------------------------------------- | ----------------------------------------- | ------------------------ | ---------- |
| 1F   | Buxal de la Casa de la Botana                         | Buxo                                      | Arzúa                    | la Corunya |
| 2F   | Buxal del Pazo de Santa Cruz                          | Buxo                                      | Vedra                    | la Corunya |
| 3F   | Buxal del Pazo de Hueca                               | Buxo                                      | A Estrada                | Pontevedra |
| 4F   | Castanyers del Japó i de la Xina del Pazo de Lourizán | Castanyer del Japó i castanyer de la Xina | Pontevedra               | Pontevedra |
| 5F   | Fraga de Catasós                                      | Castanyer europeu i roure comú            | Lalín                    | Pontevedra |
| 6F   | Soto de Rozabales                                     | Castanyer europeu                         | Manzaneda                | Ourense    |
| 7F   | Carrera d'eucaliptus de Pazo de Barrantes             | Eucaliptus blau                           | Ribadumia                | Pontevedra |
| 8F   | Eucaliptus de Pazo de Rubiáns                         | Eucaliptus blau                           | Vilagarcía de Arousa     | Pontevedra |
| 9F   | Soto de la Retorta                                    | Eucaliptus blau principalment             | Viveiro                  | Lugo       |
| 10F  | Xiprer de Califòrnia del Jardí del Malecón            | Xiprer de Califòrnia                      | Ortigueira               | la Corunya |
| 11F  | Murtres del Pazo de Mariñano                          | Murtra                                    | Bergondo                 | la Corunya |
| 12F  | Reticle d'oliveres del Pazo de Santa Creu             | Olivera                                   | Vedra                    | la Corunya |
| 13F  | Palmar canari dels Jardins de Méndez Núñez            | Palmera de les Canàries                   | La Corunya               | la Corunya |
| 14F  | Palmells del Senegal del jardí botànic de Padró       | Palmera del Senegal                       | Padrón                   | la Corunya |
| 15F  | Plataners comuns del Pazo de Mariñano                 | Plataner comú                             | Bergondo                 | la Corunya |
| 16F  | Plataners comuns del Passeig del Espolón de Padró     | Plataner comú                             | Padrón                   | la Corunya |
| 17F  | Carballer de Caldas de Reis                           | Carballo comú                             | Caldas de Reis           | Pontevedra |
| 18F  | Carballer de Sa Lourenzo de Trasouto                  | Carballo comú                             | Santiago de Compostel·la | la Corunya |
| 19F  | Teixedal de Casaio                                    | Teix comú                                 | Carballeda de Valdeorras | Ourense    |
| 20F  | Carrera dels til·lers del Pazo de Hueca               | Til·ler de fulla gran                     | L'Estrada                | Pontevedra |
| 21F  | Oms del Jardí de San Carlos                           | Ulmus x hollandica                        | La Corunya               | la Corunya |
| 22F  | Carrera de araucàries de Noya                         | Araucaria bidwillii                       | Noia                     | la Corunya |
| 23F  | Bedoll de Jares                                       | Bedoll (Betula celtiberica)               | A Veiga                  | Ourense    |
| 24F  | Carrera de buxos de l'illa de San Simón               | Buxo                                      | Redondela                | Pontevedra |
| 25F  | Buxeda del Pazo de San Lourenzo                       | Buxo                                      | Santiago de Compostel·la | la Corunya |
| 26F  | Castanyers de Blancos                                 | Castanyer europeu                         | Os Blancos               | Ourense    |
| 27F  | Devesa de Cartelos                                    | Carballo comú                             | Carballedo               | Lugo       |
| 28F  | Robles de la Plaça del Camp de Bande                  | Carballo comú                             | Bande                    | Ourense    |
| 29F  | Sobreiral de Magán                                    | Sobreira                                  | Curtis                   | Pontevedra |
| 30F  | Til·lers platejats de l'església de Santo Domingo     | Til·ler platejat                          | Ribadavia                | Ourense    |
| 31F  | Til·lers platejats del Monestir d'Oseira              | Til·ler platejat                          | San Cristovo de Cea      | Ourense    |